# Pfarrkirche St. Oswald (Niederösterreich)

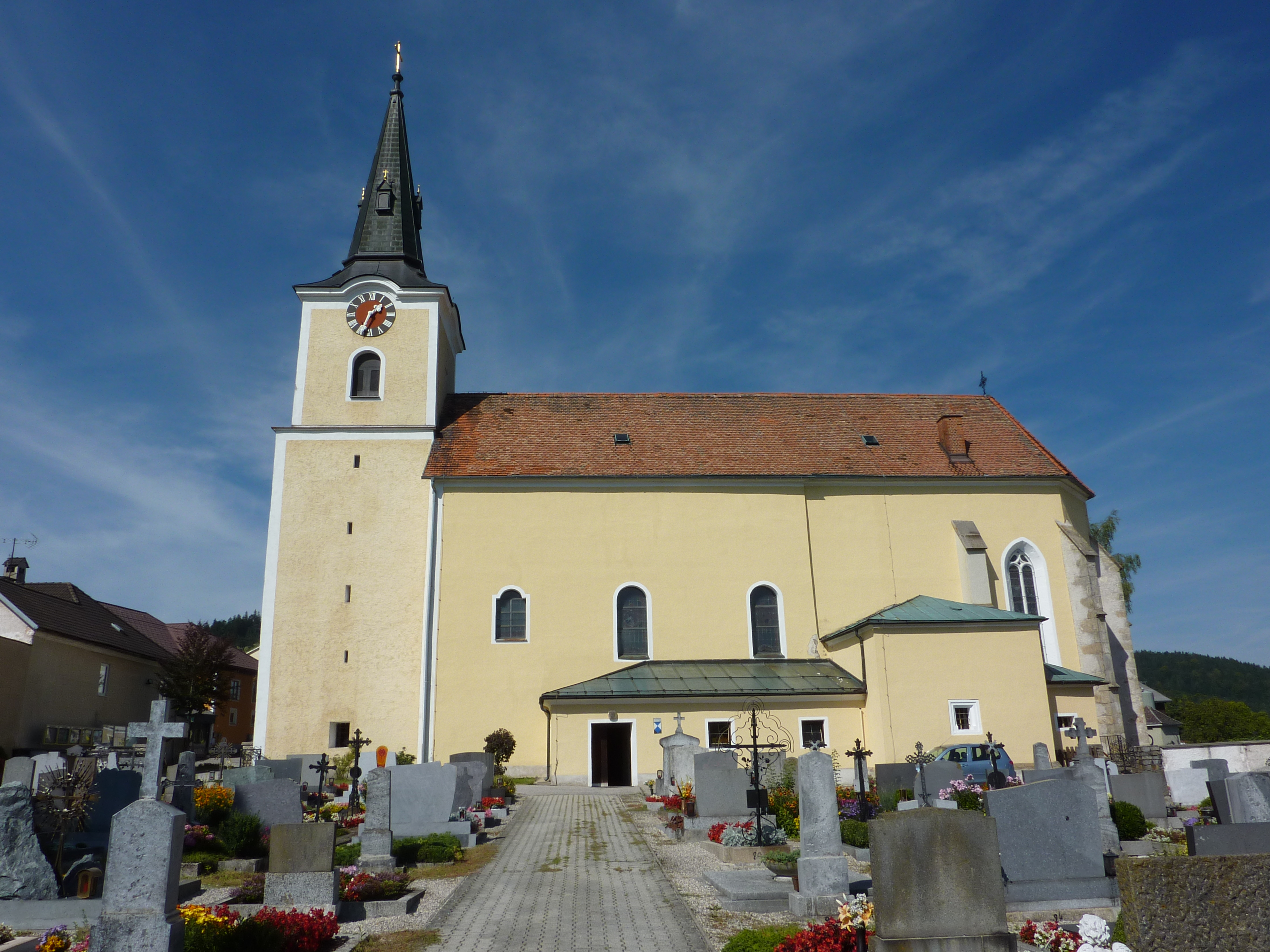
Katholische Pfarrkirche hl. Oswald in St. Oswald in Niederösterreich

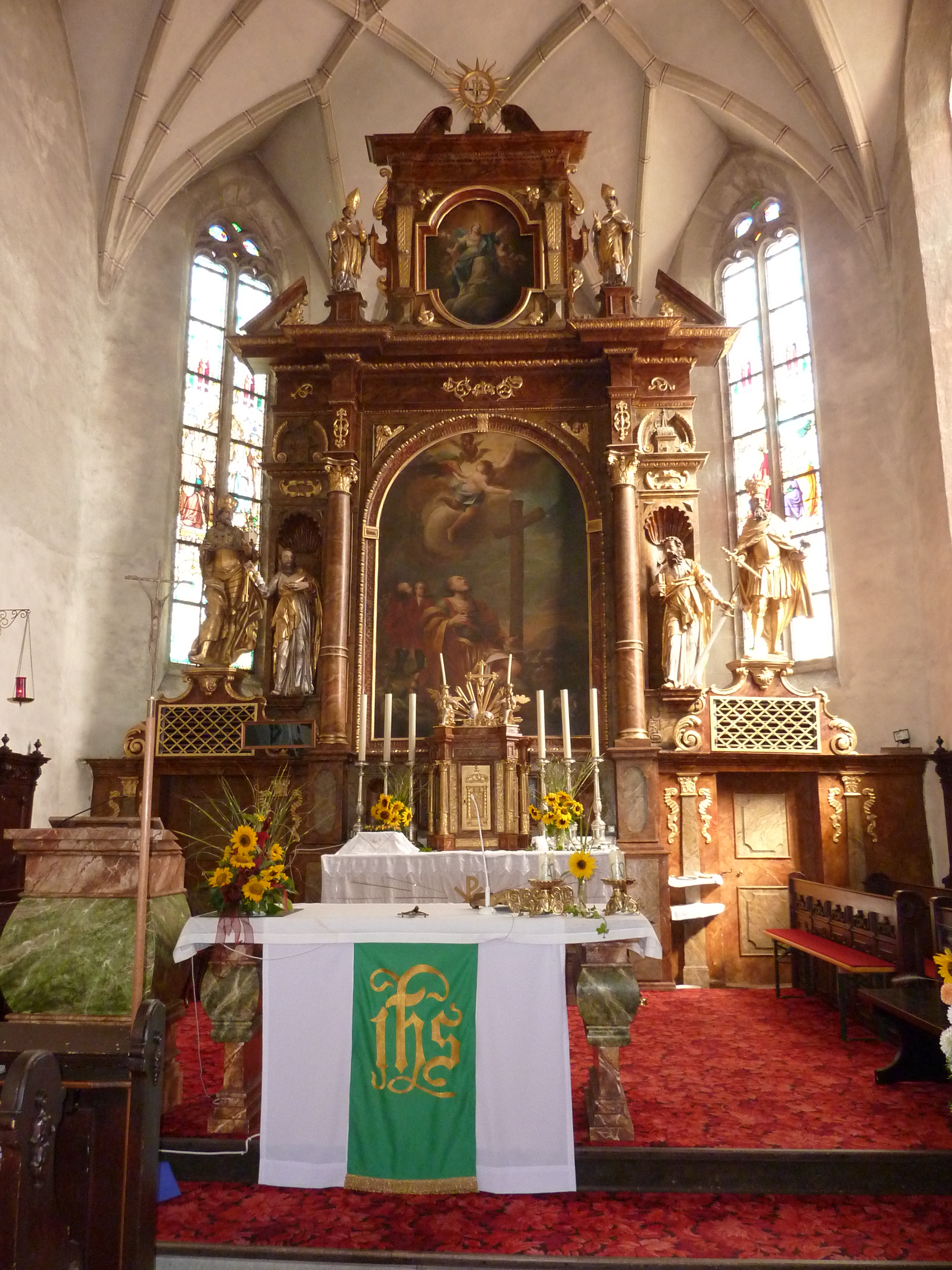
Der Hochaltar im Chor

Die Pfarrkirche St. Oswald steht auf einer Anhöhe im Kirchweiler St. Oswald in der Gemeinde St. Oswald im Bezirk Melk in Niederösterreich. Die dem heiligen Oswald geweihte römisch-katholische Pfarrkirche gehört zum Dekanat Maria Taferl in der Diözese St. Pölten. Die Kirche und der Friedhof stehen unter Denkmalschutz (Listeneintrag).

## Geschichte
Urkundlich wurde 1160 eine Pfarre genannt. Urkundlich wurde 1619 eine Plünderung der Kirche durch kaiserliche Reiter genannt.
Die romanische Wehrturmkirche mit einem gotischen Chor wurde barockisiert. Die Kirche erlitt 1613, 1732 und 1872 Brandschäden. 1973 wurde die Kirche außen und 1977 innen restauriert.

## Architektur
Die Kirche am südlichen Ortsrand mit einem nach Westen, Süden und Osten abfallenden Gelände hatte eine wehrkirchliche Funktion und grenzt im Westen und Norden an den Ortsplatz, der Pfarrhof steht im Osten, der Friedhof befindet sich im Süden.
Kirchenäußeres
Das ungegliederte – im Kern romanische – Langhaus unter einem Satteldach hat Rundbogenfenster, in der Nordwestecke beim Turm befindet sich ein mächtiger Stützpfeiler. Die Seitenportale haben dazugehörige Vorhallen, die südliche Vorhalle ist aus dem 17. Jahrhundert, die nördliche Vorhalle aus dem 19. Jahrhundert.
Der gering eingezogene Chor steht auf einem umlaufenden Steinsockel aus dem Ende des 15. Jahrhunderts, die Strebepfeiler am Chor haben Wasserschläge und teils unverputztes Quadermauerwerk und einige kleine Sockelreliefs mit Rosette und Rädern, im Schluss hat der Chor zweibahnige Spitzbogenfenster mit Fischblasenmaßwerk, das östliche Spitzbogenfenster ist vermauert. Im Süden des Chores steht die spätgotische Sakristei mit Eckquaderung mit einem 1858 veränderten Vorraumanbau gegen Osten. Zwischen Sakristei und der südlichen Portalvorhalle befindet sich ein Zwischentrakt einer ehemaligen Heilig-Grab-Kapelle als heutige Beichtkammer.
Der vorgestellte mächtige Westturm ist ein fünfgeschoßiger romanischer quadratischer Baublock mit schmalen Schlitzfenstern, das 1739 aufgesetzte zurücktretende Obergeschoß hat rundbogige Schallfenster und Uhrengiebel und trägt ein Pyramidendach aus 1873. Nordseitig im Turm ist eine Nische mit der Figur hl. Oswald vom Bildhauer Karl Gollner 1975.
Kircheninneres
Das Langhaus zeigt sich als dreijochiger Saalraum unter einem Kreuzgratgewölbe auf gestuften Wandpfeilern mit Deckplatten aus dem ersten Viertel des 17. Jahrhunderts. Die Westempore ist kreuzgratunterwölbt und hat eine vorschwingende Brüstung mit einem Orgelfuß aus dem 18. Jahrhundert. Unter der Empore gibt es einen schmalen tiefen Durchgang zum Turmerdgeschoß.
Der spitzbogige Triumphbogen ist leicht eingezogen. Der zweijochige Chor mit einem Fünfachtelschluss ist gleich hoch wie das Langhaus und hat ein Netzrippengewölbe auf hoch sitzenden runden Konsolen. Das schulterbogige Sakristeiportal hat ein verändertes Gratgewölbe mit Stichkappen. Eine spätgotische Sakramentsnische wird vom Chorgestühl verdeckt.
Die figurale Glasmalerei geschaffen von der Firma Franz Götzer 1919 zeigt im Chor Mariä Verkündigung, die Schlüsselübergabe an Petrus, die Vier Evangelisten und im Langhaus Geburt Christi, Letztes Abendmahl, Moses, Abraham und Engel.

## Ausstattung
Der Hochaltar aus 1623 mit frühbarockem Wandaufbau mit barocken Opfergangsportalen hat ein von Säulen flankiertes Altarbild und einen kleinen Aufsatz über ausladendem Gebälk im gesprengten Giebel. Der 1905 renovierte Hochaltar zeigt das Bild hl. Oswald vor dem Kreuz und im Oberbild Mariä Himmelfahrt, beide aus der zweiten Hälfte des 18. Jahrhunderts. Der Hochaltar trägt in Muschelnischen die Statuen Peter und Paul um 1620, über den Opfergangsportalen die Figuren zweier Bischöfe um 1700 und gleichzeitige Figuren Oswald und Leopold. Als Mensa dient der Grabstein mit einem Stangenkreuz Friedrich am Lehenhof Ahnherr der Isperer aus der zweiten Hälfte des 14. Jahrhunderts.
Die Orgel und das Gehäuse mit zwei musizierenden Engeln baute Anton Pfliegler 1781, die Orgel erhielt 1922 ein neues Werk von Matthäus Mauracher.
Es gibt zwei Grabsteine mit reicher ornamentaler Rahmung und gegenständlichen Darstellungen von Kelch, Engel und Totenkopf zu Pfarrer Bartholomäus Marini und Pfarrer Simon Antonius Marini 1773, letzterer urkundlich vom Bildhauer Franz Wittmann.